# Konwój OB-4
Konwój OB-4 – pierwszy aliancki konwój, który został zaatakowany podczas II wojny światowej, 16 września 1939 roku w drodze z Liverpoolu (Wielka Brytania) do Ameryki Północnej.
Niemiecki U-Boot U-31 wykrył konwój OB-4 15 września. Następnego dnia o godz. 8.15 rano zatopił parowiec „Aviemore” (4060 BRT), który jednak nie był częścią konwoju, a jedynie znalazł się w pobliżu.
Dwa tygodnie później, 2 października 1939 roku, U-31 wrócił do swojej bazy w Wilhelmshaven, w Niemczech.